# Wahrenberg
Wahrenberg là một đô thị thuộc huyện Stendal, bang Sachsen-Anhalt, Đức. Đô thị Wahrenberg có diện tích 18,23 km², dân số thời điểm ngày 31 tháng 12 năm 2006 là 348 người.